# 奄美空港

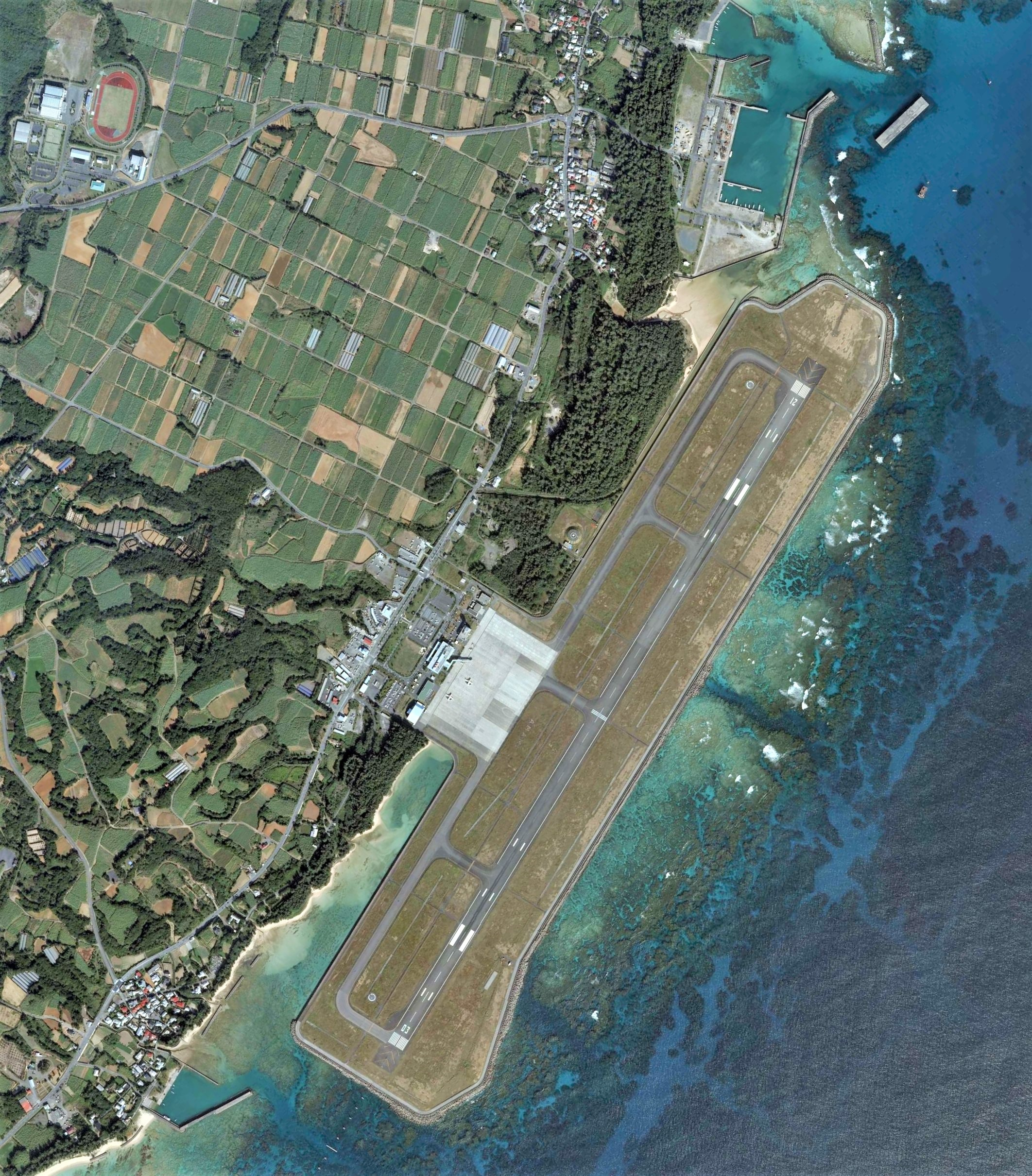
奄美空港付近の空中写真。2008年撮影の2枚を合成作成

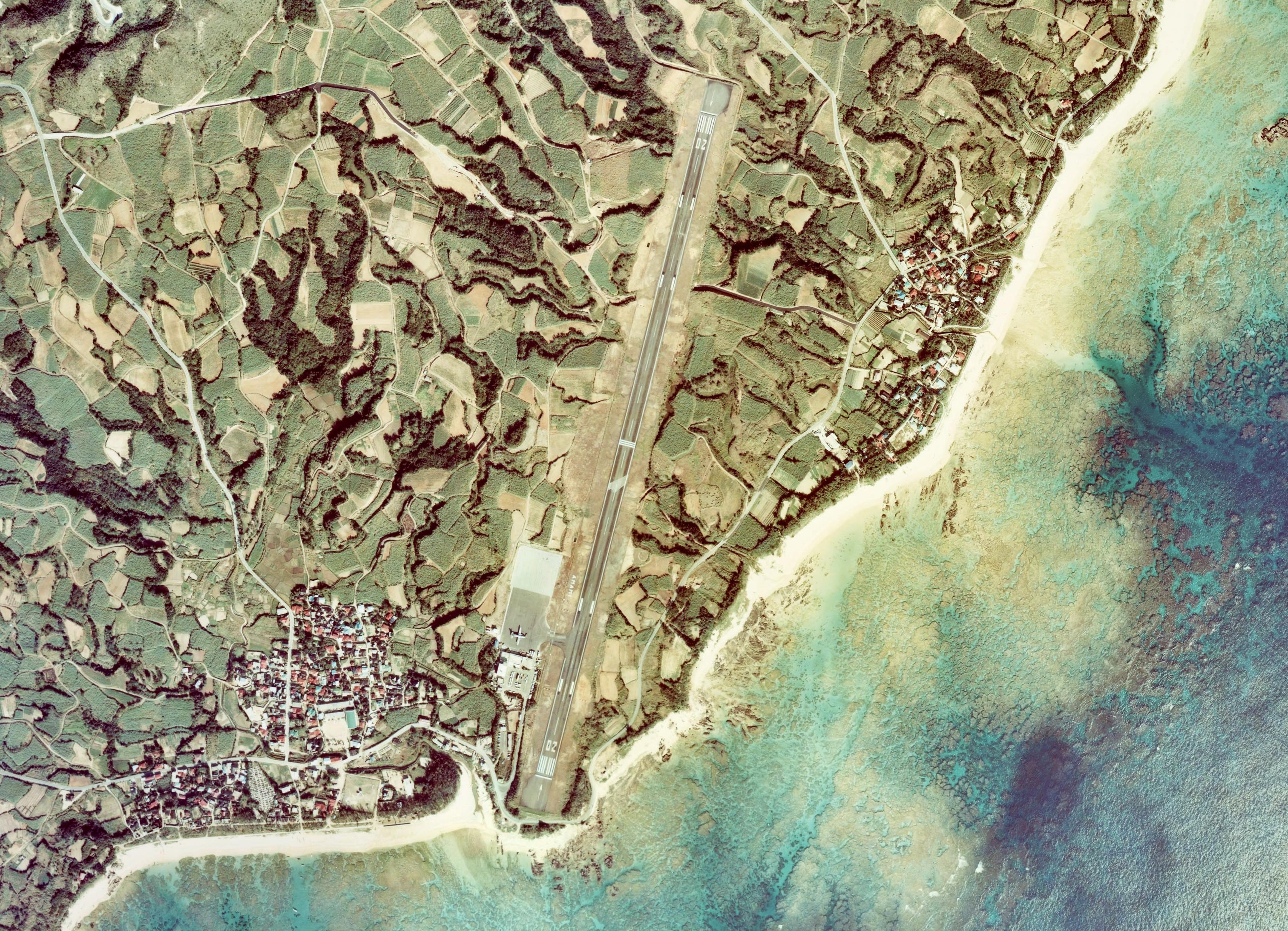
1977年に撮影された旧奄美空港付近の空中写真。当時の滑走路延長は1,240メートル。現空港は右（東側）の海岸沿いを埋め立て作られた。
。1977年撮影の2枚を合成作成。

奄美空港（あまみくうこう、英: Amami Airport）は、鹿児島県奄美市（奄美大島）にある地方管理空港。2,000 mの滑走路と平行誘導路がある。

## 概要
奄美大島北東部の、奄美群島国定公園（2017年に奄美群島国立公園に指定）内の沿岸海域を埋め立てて造成された。
1964年の供用開始時は現在の南方約2kmの陸上に位置していたが、滑走路延長の用地確保が進まず、現在位置に新空港を建設し、1988年から供用されている。

## 統計

### 利用者数
元のウィキデータクエリを参照してください.

年間利用客数は合計884,550人（2019年度速報値）。

## 沿革

### 旧空港
- 1964年（昭和39年）6月 - 旧奄美空港を、1,240 m滑走路にて供用開始[1]
- 1972年9月23日 - 東亜国内航空のYS-11が着陸時に車輪を引き込むミスを犯して胴体着陸、けが人なし[5]

### 現空港
- 1988年（昭和63年）7月10日 - 現空港開港。2,000 m滑走路にて供用開始。およびジェット機の運用を開始[4]。旧空港廃止
- 2001年（平成13年） - エアーニッポンが運航から撤退
- 2010年9月1日 - スカイマークが鹿児島線に就航、同年10月30日 運航休止
- 2011年3月27日 - スカイマークが鹿児島線の運航を再開、同年10月29日運航休止
- 2014年7月1日 - バニラ・エアが東京/成田線に就航[6][7][8]
- 2016年9月 - LCC就航や「奄美・琉球」の世界自然遺産登録に対応したターミナルビルの増改築工事開始（ ターミナルビル待合室面積、ボーディングブリッジ、受託手荷物ターンテーブルなどを倍増）[9]
- 2017年3月26日 - バニラ・エアが大阪/関西線に就航（1998年11月まで日本エアシステムが同路線を運航、2019年12月より統合によりPeach Aviationが引続いだ）[10]
- 2018年
  - 7月9日 - ターミナルビルの増改築工事完了記念式典開催（同年6月竣工)
  - 8月1日 - スカイマークが鹿児島線の運航を再開[11]
- 2019年
  - 5月6日 - バニラ・エア大阪/関西 - 奄美線 運航終了
  - 8月31日 - バニラ・エア東京/成田 - 奄美線 運航終了
  - 10月1日 - Peach Aviationが東京/成田線に就航[12]
  - 12月26日 - Peach Aviationが大阪/関西線に就航[12]
- 2020年1月8日 喜界発奄美行きJAC3830便（ATR 42-600型機/JA07JC）が奄美空港着陸時突風に煽られ滑走路から逸脱、負傷者無し、車輪が草地にはまり自走不能で滑走路閉鎖となり以降終日空港閉鎖、夜に機体を引き出し格納庫へ移動完了し、翌9日から空港運用再開。
- 2021年10月1日 「リモートRadio(レディオ)」化。コールサインが「奄美リモート」から「奄美レディオ」に変更[13][14]。
- 2022年3月16日 一部時間帯の気象観測において完全自動化(実施時間:1030(Z)-2259(Z))を開始
- 2022年7月 - 琉球エアーコミューター（RAC）が本空港から撤退。

## 就航路線
2024年3月現在。
奄美空港では各月毎に就航スケジュールが変化しているため、詳細情報は月間時刻表を参照されたし。
| 航空会社                                   | 就航地                                                                                          |
| ------------------------------------------ | ----------------------------------------------------------------------------------------------- |
| 日本航空 (JAL)                             | 東京/羽田、大阪/伊丹                                                                            |
| 日本航空 (JAL)（ジェイエア運航）           | 福岡、鹿児島                                                                                    |
| 日本航空 (JAL)（日本エアコミューター運航） | 鹿児島、喜界、徳之島、与論・沖縄/那覇                                                           |
| スカイマーク (SKY)                         | 鹿児島                                                                                          |
| Peach Aviation (APJ)                       | 東京/成田（2024年5月7日から6月末まで一時運休）、大阪/関西（2024年3月30日から6月末まで一時運休） |

### 各路線の詳細
- 鹿児島空港
  - ジェイエア・日本エアコミューター・スカイマークが運航している。ジェイエアはエンブラエルE170・エンブラエルE190を投入し、1日5往復運航。日本エアコミューターはATR 42を投入し1日2往復運航、全便で全日本空輸とコードシェアを実施している。スカイマークはボーイング737-800を使用して1日2往復を運航。
- 喜界空港・徳之島空港
  - 日本エアコミューターが運航している。ATR 42が投入されており、各路線で1日2往復運航。徳之島線の1往復を除き、全日本空輸とコードシェアを実施している。徳之島線は沖永良部空港のフライトと接続しており、乗り継ぎが可能。
- 与論空港・那覇空港
  - 日本エアコミューターが運航している。奄美→与論→那覇→奄美の周回ルート。ATR 42が投入されており、各路線で1日1便運航。全日本空輸とコードシェアを実施している。ただし、与論→那覇区間はANAとのコードシェアを実施していない。
- 東京国際空港（羽田空港）・大阪国際空港（伊丹空港）
  - 日本航空が運航している。両路線においてボーイング737-800が投入され、それぞれ1日1往復で運航されている。
- 福岡空港
  - ジェイエアが運航している。エンブラエルE170が投入され、1日1往復で運航されている。
- 成田国際空港・関西国際空港
  - Peach Aviationが運航している。両路線においてエアバスA320ceoが投入されている。2023年後半以降は減便・一時運休が目立ち[16]、2024年も両路線ともに運休する期間が出ている。

## アクセス
運行本数・所要時間・料金等の詳細は、該当項目や公式サイトにて最新情報を確認されたい。
- しまバス
  - 赤木名外金久 - 空港 - ビッグⅡ前 - 佐大熊 - しまバス本社前 - ホテルウエストコート奄美 － こしゅく第1公園

瀬戸内町古仁屋方面は途中のしまバス本社前で接続。大和村方面はホテルウエストコート奄美で接続。

約30分毎に運転（赤木名外金久 - 空港は90分毎）。朝夕の一部便はこしゅく第1公園ではなく平田町奥又発着となる。

## 施設
- 2016年9月からLCC就航による空港利用者増加や「奄美・琉球」の世界自然遺産登録を見据え、
PBB（旅客乗降橋）と到着便手荷物受渡ターンテーブルを各計2基に増設、出発待合室の拡張し[18]、2018年7月9日から供用開始した。
- 見学者デッキ、有料待合室、ターミナルビル内売店・飲食店、総合案内所、コインロッカー、館内Wi-Fi対応など有り
- 鹿児島銀行ATM-ターミナルビル1階チケットロビー内(終日:9～19時稼働）
- 旅客ターミナル南側に航空貨物上屋ありその南側にJAC夜間駐機用格納庫あり[19]

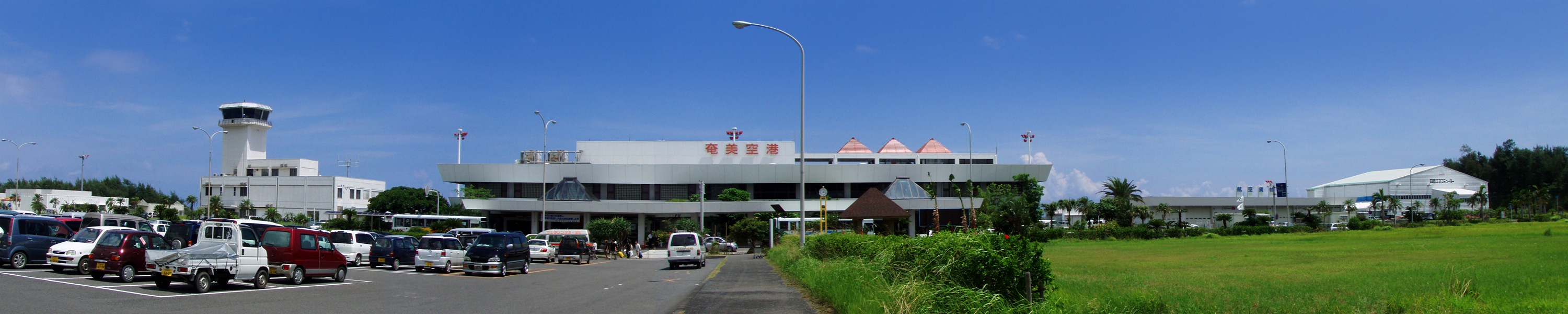
ターミナルビル俯瞰（増築改修前）

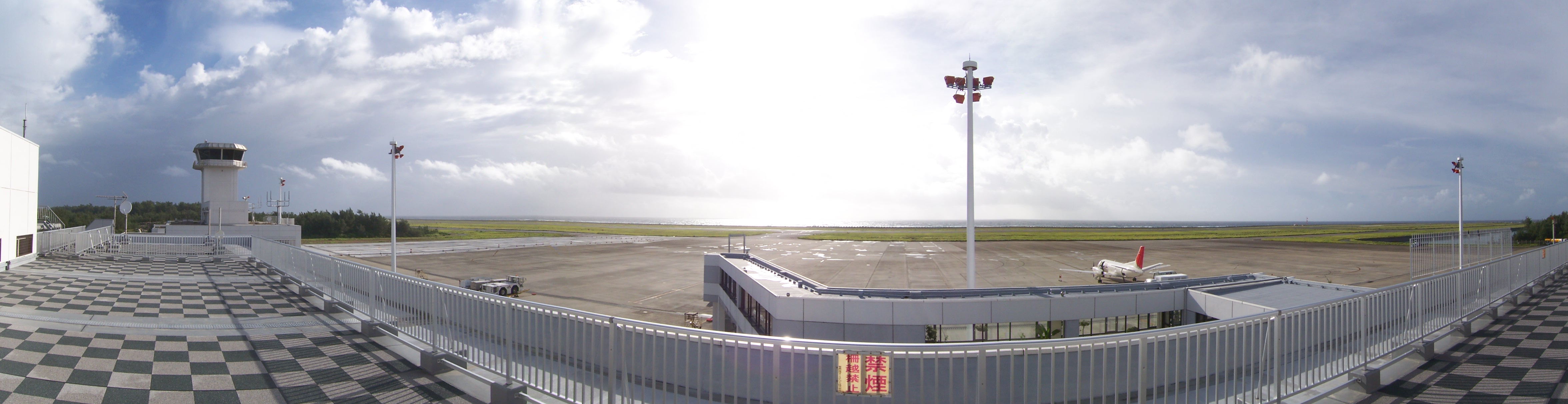
ターミナルビル展望台より滑走路を望む（増築改修前）

| 琉球エアーコミューターのDHC-8 |  | 奄美空港内チェックインカウンター |
| 琉球エアーコミューターのDHC-8 |  | 奄美空港内チェックインカウンター |

## 立地
- 旧空港は、1983年7月1日から閉港直前の1988年6月14日まで、日本エアコミューターの本社が置かれていた。移転後の旧空港跡地は長らくその利用方法が検討されていたが、2001年に、奄美の自然や文化などを紹介する施設の奄美パークが完成した。
- 喜界空港との距離が約26km（16マイル）であり、間には海しかないため、視界の良いときは奄美空港ターミナルビルからは奄美空港発喜界空港行きの航空機を、離陸から着陸直前まで肉眼で観察できる。

## 運用
現空港計画時の需要予測で中型機ジェット機運用も想定し、最大エアバスA300クラスの運用想定し、用地確保及び造成建設されていて1988年供用開始時その後数回のエプロン拡張、誘導路も1996年に設置され、滑走路では同規模の宮古空港より誘導路がある分、機体取り回しも容易だが、2023年の台風6号接近時、迷走台風で海路再開見通しがたたない状況で、宮古空港はイオンとJALの協力で767による 災害緊急物資輸送を実施されたが、 ボーイング767運用環境及び実績が無い奄美は未実施となった。
もともと奄美空港は航空管制官の配置がなく、航空管制運航情報官のみを配置する「レディオ空港」であった。2021年10月より、360度カメラなどを用いて、那覇空港の那覇飛行援助センターから航空管制運航情報官が現地映像を見ながら飛行場対空援助業務をする「リモートRADIO(レディオ)」が開始され航空管制運航情報官の配置が廃止された。2022年11月25日、無線機故障により一時発着不能になり、予備無線機へ交換し対応したがリモートRADIOによる那覇空港事務所の航空管制運航情報官確認に約1時間半時間がかかりその間の発着便運航に影響が出た。

### 航空会社
- チャーター便として中日本エアラインサービスや日本トランスオーシャン航空[24]、フジドリームエアラインズ[25] の運航実績あり[いつ?]。
- 琉球エアーコミューターが就航する空港で沖縄県外にある空港は長年当空港と与論空港だけであり、また当空港は琉球エアーコミューターが就航する空港では最北端の空港であったが、同じJALグループである日本エアコミューターの運航機材更新により同空港で運用されるDHC-8はRACの1往復のみになり効率が悪く、JACの奄美群島アイランドホッピングルート（奄美 - 徳之島 - 沖永良部 - 那覇）での競合就航やCOVID-19流行などにより就航状況が流動的となったこともあり、2022年7月からJACによる運航に切り替えられ（同時にJAC運航の奄美 - 与論便を統合し、奄美 - 那覇の往復運航から奄美 → 与論 → 那覇 → 奄美の経路に変更）、RACは奄美空港から撤退した。
- スカイマークが、2010年9月1日 - 10月30日と2011年3月27日 - 10月29日の間、鹿児島空港と1往復を運航していた。季節運航扱いのため、8年近く運航されなかったが、2018年8月1日より、鹿児島空港-中部国際空港線開設と同時に同線で使用する飛行機の運用に伴い奄美空港-鹿児島空港線に1日2往復で再参入した。同社は乗継割引を導入したため鹿児島空港との間に路線が開設されている東京国際空港（羽田空港）、中部国際空港、神戸空港の3路線については、奄美空港を発着する乗継指定便への搭乗前提で航空券を購入することにより、本空港と鹿児島空港間は3,000円で搭乗できる。運用上中部 - 鹿児島線の運航に遅れが生じた場合には奄美 - 鹿児島線の運航にも影響が及ぶため、欠航が生じる場合がある。なお、奄美豪雨が発生した2010年10月20日から撤退の10月30日までの期間限定で値下げ運賃をすべての搭乗者に適用した[26]。
- 2010年のスカイマーク就航時は、空港内に常設カウンターは設置せず、特設カウンターを設置し、チケットの変更・取消・払戻並びに発券は行わないシステムだったが、2011年3月27日からの再就航時は、スカイマークの特設カウンターの営業時間内であれば、変更・取消・払戻ならびに発券が可能となった。また、パッセンジャーボーディングブリッジ (PBB)を使用せず、乗客はタラップによる乗り降りを行い、機体はトーイングカーを使用せず、自走での折り返しによる運用を行っていたが、2018年の再々就航以降はトーイングカーとタラップ車を配備し、他空港と同じ運用するようになった[27]。2019年8月14日には台風10号接近に伴い奄美空港到着が19:48と遅延して、折返し鹿児島空港運用時間外及び台風接近による荒天のため、当日運用を奄美空港で打ち切り奄美/鹿児島/中部の区間は欠航、翌日の中部/鹿児島/奄美の区間も欠航させて奄美始発で夜間駐機運用した。
- 2014年から就航していたバニラエアも、LCCのためPBBは使用しておらず、乗客はステップ車による乗降を行っていたが、2017年（平成29年）6月5日には、バニラエア運航の奄美/関西線にて、身体障害者が這ってタラップを登って搭乗する事件が起き、障害者差別解消法の面から問題になり、国土交通省も対応することとなった。搭乗トラブル以降バニラエアは、アシストストレッチャー（座った状態で運べる担架）を導入し、その後、ステップ昇降機も導入し、2019年PBB増設以降は便によってPBB運用対応を行うようになった。バニラエアの運航を引き継いだpeachも、同様の運用を行っている。
- 全日本空輸（ANA）グループは、2001年に旧エアーニッポンが運航を撤退して以後、グループとしては2014年のLCCのバニラエア就航まで間が空き、バニラ統合によりpeach引き継ぎ時も夏期繁忙期機材仕様変更のため運休も発生したり、2022年10月30日より、日本エアコミューターが運航する一部便を除く各離島間路線および鹿児島線でコードシェアを開始[28]したが、2023年冬期からはANAグループとして隔日運航となり経営陣に出身者がいるが奄美は重点を置かれていない。

### 公官庁使用
- 本土と沖縄の中間に位置する地理的要因と周辺空港で整った施設などから、飛行中継地として公官庁回転翼機やオスプレイなど在日米軍機の飛来数も多く[29][30]、2017年6月20日には空港運用時間終了後、在日米海兵隊普天間基地所属MV-22が奄美地方周辺海域を飛行中、警告灯点灯により運用管理者の県に事前通知無しで緊急着陸（米軍側は事故予防着陸と説明）したため、滑走路灯火未点灯状況にもかかわらず自機着陸灯のみで着陸した。2018年4月25日にも同所属MV-22が、同年6月4日には在日米空軍嘉手納基地所属CV-22の方が緊急着陸していて、同日以降MC-130輸送機が複数回人員及び部品を輸送していて何らかの部品交換を施しているものと思われ[31]、駐機中に台風6号が発生したため15日に空港に隣接した日本エアコミューターの格納庫内に収納された[32]。
- 2019年3月には陸上自衛隊奄美駐屯地新編に伴い陸（LR-2など[33]）海（MCH-101など[34]）空（C-1、C-2など[35]）各自衛隊の飛来機が増え、3月30、31日には31日の駐屯地開設記念行事展示飛行のため航空自衛隊ブルーインパルスが民間空港では珍しいナイトステイ遠征し[36]、2機が夜間駐機している[37]。2023年11月には令和５年度自衛隊統合演習（実動演習）として空自那覇基地所属F-15戦闘機が四国沖訓練後の一時退避空港として離着陸(タッチアンドゴー)訓練を17～19日連日旅客便運航に影響の無い範囲約1時間で実施した[38]。